# Flattnitzer See
Der Flattnitzer See bzw. Hemmasee ist ein See auf der Flattnitz, einem Pass in den Gurktaler Alpen. Er liegt in der Gemeinde Glödnitz auf 1370 m ü. A. Die Fläche beträgt 1,96 ha, die maximale Tiefe 2,8 m und das Wasservolumen etwa 27.000 m³.